# Pavol Polievka
Pavol Polievka (* 6. Januar 1969) ist ein ehemaliger slowakischer Radrennfahrer, der auf der Straße aktiv war.

## Sportlicher Werdegang
Pavol Polievka begann seine Karriere 2006 bei dem slowakischen Continental Team Dukla Trenčín. In der Saison 2008 wurde er Dritter der Gesamtwertung bei der Tour of Libya. Im nächsten Jahr wurde er im Einzelzeitfahren Zweiter bei der slowakischen Meisterschaft und Sechster bei der Militärweltmeisterschaft. 2010 wurde Polievka erneut nationaler Vizemeister im Zeitfahren und 2011 gewann er im Alter von 42 Jahren den Titel.
2012 erzielte Polievka den einzigen internationalen Sieg seiner Karriere, als er beim Grand Prix Chantal Biya die letzte Etappe gewann. Im Oktober 2012 wurde er nach einer positiven Dopingprobe bei der Tour du Cameroun 2012 vorläufig suspendiert und im April 2013 vom slowakischen Radsportverband wegen der Verwendung unerlaubter Substanzen für vier Jahre gesperrt, gleichbedeutend mit dem Ende seiner sportlichen Karriere.

## Erfolge
2011
- Slowakischer Meister – Einzelzeitfahren

2012
- eine Etappe Grand Prix Chantal Biya